# Tropfsteinhöhle

Verschiedene Strukturen in einer Tropfsteinhöhle

Als Tropfsteinhöhle wird umgangssprachlich eine Höhle bezeichnet, deren Inhalt von Tropfsteinen gekennzeichnet ist. Viele Schauhöhlen, also Höhlen die öffentlich zugänglich sind und in denen Führungen angeboten werden, werden als Tropfsteinhöhlen bezeichnet. Ein gut erschlossenes Wegenetz ermöglicht eine gefahrlose Besichtigung der repräsentativ angestrahlten natürlichen Gebilde.

## Stalagmiten und Stalaktiten
Tropfsteine, die von der Höhlendecke in Richtung Boden wachsen, werden Stalaktiten genannt. Die vom Boden nach oben wachsenden bezeichnet man als Stalagmiten. Verbinden sich beide, spricht man von einem Stalagnaten, ein etwas altertümlicher Begriff der heute zumeist als Tropfsteinsäule eingedeutscht wird. Die Entstehungsweise, aus der die Tropfsteine hervor gehen, nennt man Sinterung. Voraussetzung für die Bildung von Tropfsteinhöhlen ist ein Gehalt an gelösten und zur Versinterung fähigen Mineralen im Wasser – in der Regel Kalk, das durch die Höhle fließt.

## Begriffliche Einordnung

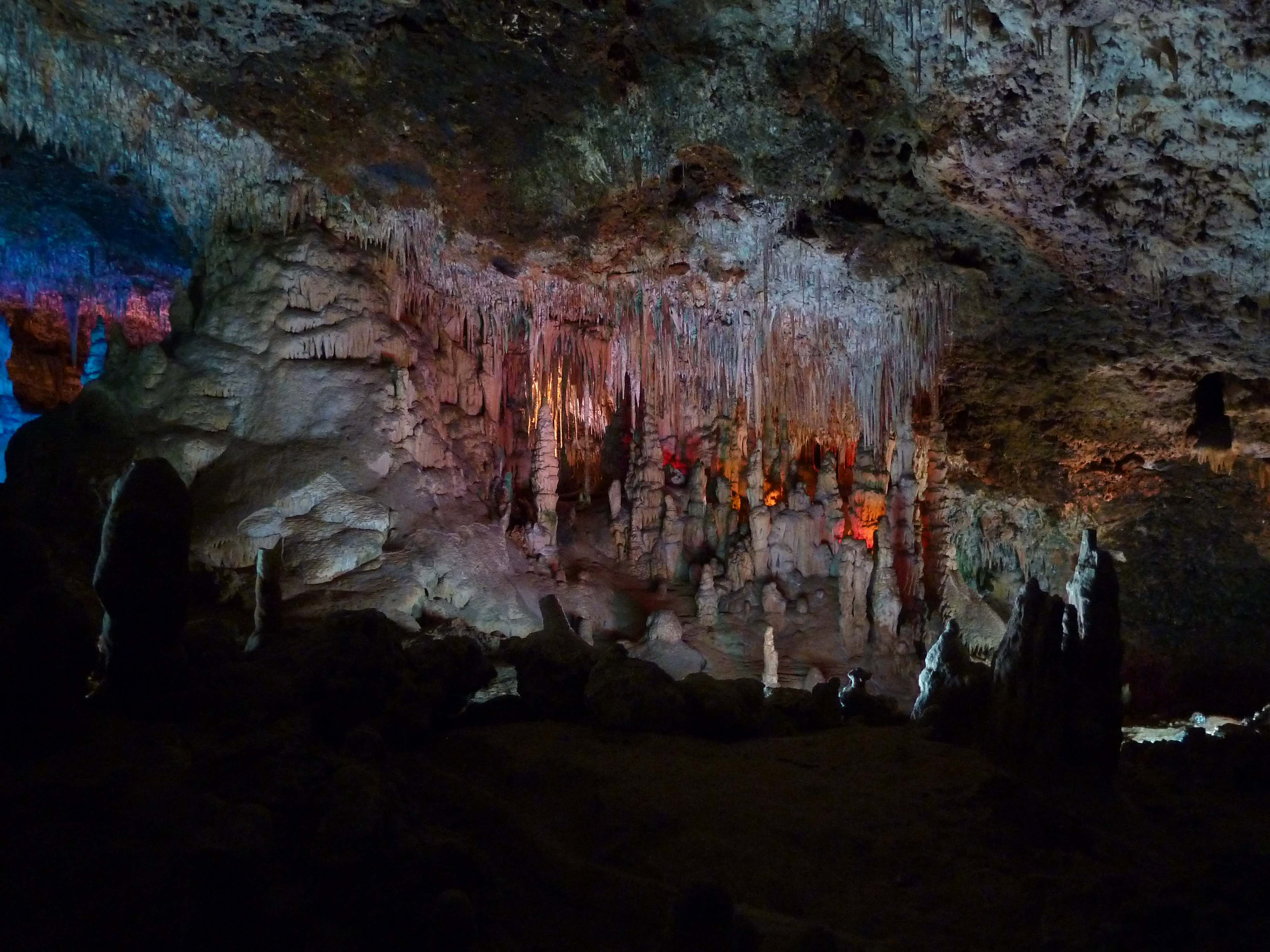
Die Drachenhöhle auf Mallorca

Der Begriff Tropfsteinhöhle wurde bereits im 19. Jahrhundert von den ersten Höhlenforschern geprägt und hat über populärwissenschaftliche Publikationen den Eingang in die Umgangssprache gefunden. Ursprünglich waren damit jedoch in der Regel Höhlen gemeint, die Tropfsteine besitzen. So schrieb Georg Kyrle: „Tropfsteinhöhlen … worunter man gewöhnlich nur solche versteht, die reich an bizarren und vielgestaltigen Formen der Stalagmiten und Stalaktiten sind“. Weiter schrieb er: „… Es ist methodisch nicht einwandfrei … weil … der Tropfstein lediglich ein  Höhlenbestandteil ist und die Bezeichnung Tropfsteinhöhle … wohl nur eine schlagwortartige Kennzeichnung des Höhleninneren gibt.“ Tropfsteinhöhle kann also als Abkürzung für Höhle mit Tropfstein verstanden werden. So kam es auch hin und wieder zur Verwendung des Begriffs für künstliche Hohlräume, vor allem Bergwerke, die ebenfalls Tropfsteine besitzen können (z. B. Tropfsteinhöhle Erzenhausen).
Der Begriff Tropfsteinhöhle ist in der Speläologie nicht gebräuchlich.
In manchen wissenschaftlichen Büchern der Höhlenkunde, sowohl in historischen wie auch zeitgenössischen, wird der Begriff gar nicht erwähnt, wohingegen er gerne bis heute in populärwissenschaftlichen Werken verwendet wird. Ernst W. Bauer definiert die Tropfsteinhöhle als „eine Höhle, in der Tropfsteinbildungen den Höhlencharakter bestimmen“.
Betrachtet man die Liste der Schauhöhlen in Deutschland, kann man feststellen, dass 6 von 50 Höhlen den Begriff im Namen tragen. Davon sind drei Karsthöhlen und die anderen drei sogenannte Tuffhöhlen, also Höhlen, die sich bei der Ablagerung von Kalktuff als Primärhöhlen bildeten. Diese Bezeichnung leitet sich vermutlich davon ab, dass Kalktuff auch als tropfender Stein (Tropfstein) bezeichnet werden kann; es handelt sich also um Höhlen in Tropfstein. Nur so lässt sich rechtfertigen, dass alle drei Tuffhöhlen unter den Schauhöhlen in Deutschland diesen werbeträchtigen Begriff im Namen tragen, obwohl sie entweder gar keine oder äußerst unscheinbare Tropfsteine besitzen.
Der heutige Gebrauch des Begriffs beschränkt sich überwiegend auf den touristischen und museumspädagogischen Aspekt des Vorkommens von Tropfsteinbildungen.